# Народна библиотека Требиње
Народна библиотека Требиње је градска и јавна библиотека, централна библиотека на територији града Требиња. Библиотека се налази у самом центру града у Његошевој улици, уједно је највећа библиотека и матична библиотека за регију Источне Херцеговине. Фонд библиотеке износи преко 70.000 хиљада библиотечког материјала, а библиотека посједује веома значајан легат, најпознатијег требињца, Јована Дучића.

## Историјат
Прва библиотека у Требињу основана је још давне 1921. године. У требињској Гимназији која је отворена 1893. као нижа трговачка школа која је 1925. претворена у непотпуну, а од 1935. у потпуну реалну гимназију, 1921. године основана је мала школска библиотека, углавном поклонима Покрајинске управе за Босну и Херцеговину, састављена од уџбеника, који су се након употребе спремали у ђачку библиотеку. Велики утицај на раст фонда те библиотеке имало је и формирање књижевне дружине „Јован Дучић“ 1925/1926. школске године, чији су чланови из сопствене благајне издвајали значајна средства за набавку књига. И Јован Дучић је 1933. године својим поклонима обогатио фонд школске библиотеке, а рад ученичке књижнице помагала је и сарајевска „Просвјета“ тако што је 1933. године у Гимназији основала сталну књижницу која је радила упоредо са ученичком. У то вријеме своју друштвену књижницу у Требињу је имао и подмладак Црвеног крста, а фонд су углавном сачињавале књиге из превентивне медицине, моралног и физичког васпитања.
Народна библиотека као установа која је намијењена становницима једне територије и која се формира у општинским центрима, према подацима Љубинке Башовић, у Требињу је основана 1947. године и у то вријеме је била смјештена у просторијама Радничког дома. Према подацима са којима располаже библиотека, 1953. године донесен је акт о оснивању Народне библиотеке у Требињу, а тада јој је на коришћење додијељен простор у Штросмајеровој улици. Од те године Народна библиотека у Требињу дјелује као самостална установа. Библиотека је у својим почецима имала веома мали књижни фонд, који није био довољан да задовољи читалачке потребе становништва Требиња.
Стање се побољшава током средњорочног развоја библиотекарства у Босни и Херцеговини у периоду 1971-1975. године, а у односу на 1960. годину књижни фонд се удвостручио. Крајем 1970. године Народна библиотека Требиње имала је 13.114 књига на 29.016 становника. Само три године касније, посједовала је 15.000 књига. Библиотека је 1980. године, поново пресељена у нове просторије које су се налазиле у склопу требињског Дома културе. И овај смјештај био је само привремено уточиште за књижни фонд Народне библиотеке у Требињу, јер су 1994. године, те просторије дате на коришћење Академији ликовне умјетности и Факултету за производњу и менаџмент. Библиотека је поново пресељена, овај пут у приземље зграде која се налази у улици Луке Ћеловића.
Од свог оснивања Народна библиотека у Требињу је имала проблема са смјештајем, а скучен простор онемогућавао је развијање како основних, тако и проширених активности те установе. Нова зграда званично је отворена 4. новембра 2006. године, а 500 метара квадратних расположивог простора, омогућава не само адекватан смјештај књижног фонда, већ и одвијање културних манифестација и других активности које су јој у прошлости биле ускраћене. На тај начин она је постатала истинско културно језгро Херцеговине и стјециште љубитеља књиге и писане ријечи.

## Организација
Књижни фонд Народне библиотеке у Требињу који износи преко 70.000 хиљада библиотечког материјала, је распоређен у више одјељеа и фондова.
- Завичајна збирка садржи велики број библиотечког материјала о Требињу, Херцеговини, локалном становништву, култури и обичајима.
- Научни фонд Народне библиотеке у Требињу чине енциклопедије, лексикони, рјечници, капитална издања из појединих научних области, као и критичка издања и сабрана дјела. Значајан дио основног фонда чине и комплетне лектире за основне и средње школе.[1]
- Амерички кутак је отворен 2011. године и садржи одређен број књига, филмског и музичког материјала на енглеском језику, а о америчкој, култури, књижевности, историји.

### Легат Јована Дучића
Легат Јована Дучића, у Народној библиотеци Требиње, се састоји из два фонда, „требињског“ и „америчког“, са материјалом који износи 5.427 публикација.
Требињски фонд чине књиге које је Јован Дучић, поклонио Требињу прије Другог свјетског рата, и њихов број износи око 1.500 публикација, подијељених у осам група.
Прва група нема публикација, у њој су се налазила дјела за која се зна да су постојала, али их више нема.
Другу групу чине књиге које су писци поклањали Јовану Дучићу. Свака од тих књига има посвету, а њихов број износи 81 наслов. Ту су књиге Гвида Тартаље, Авде Хуме, Андрије Лубурића, Јована Скерлића, Вељка Петровића, Милоша Ђурића.
У трећој групи су рјечници, приручници, енциклопедије, укупно 99 наслова. Највише је дјела на француском језику, а има их и на њемачком, италијанском и српском.
Четврту групу чине дјела на француском језику; књиге француских писаца на француском језику, 298 наслова међу којима су и дјела Игоа, Диме, Флобера, Балзака, Золе. Као и дјела страних писаца на француском језику чији је број 55 наслова.
У петој групи су дјела на српском језику којих има 130. Међу овим књигама су „Цвеће зла“ Шарла Бодлера, „Сонети“ Милутина Бојића, "Врела крв" Борислава Станковића, „Зачарани круг“ Гвида Тартаље, „Богдан Поповић“ Симе Пандуровића, „Хрватска рапсодија„ Мирослава Крлеже, „Златни витез“ Десанке Максимовић, „Преглед издања Српске краљевске академије“, од 1886. до 1936. године, „Споменица Петра Кочића“, у издању Одбора за помен Петра Кочића, „Српски љетопис за годину 1854, дио први“, из 1854. године.
Дјела на италијанском језику 110 наслова, нашла су се у шестој групи. Овдје су дјела Ивана Тургењева, Дантеа Алигијерија, Оскара Вајлда.
У седмој групи, гдје су дјела на енглеском језику 542 наслова, нашле су се и неке старе књиге, из 19. вијека, као и главна дјела Дикенса, Стендала, Шекспира, Толстоја, Елиота. Посљедњу, осму групу, чине дјела на њемачком језику чији број износи 86 наслова.
Амерички фонд има 3.759 наслова и подијељен је у десет група. Када је отишао у Америку, пјесник је са собом понио и своју библиотеку коју ће, касније, тестаментом оставити, такође, родном граду. Почетком шездесетих година прошлог вијека Дучићева библиотека је из Америке стигла у Требиње, и то је такозвани амерички фонд.
У првој групи су Дучићева сопствена дјела 21 наслов, а у другој књиге које је добијао од колега, писаца, с посветом, међу којима су дјела Иве Андрића, Владимира Назора, Бранка Ћопића, Слободана Јовановића, Вељка Петровића, Милана Кашанина, Густава Крклеца.
У трећој групи су енциклопедије, рјечници, приручници, 332 наслова. Ријеч је о вриједним и луксузно опремљеним издањима, а посебно се издваја „Велика енциклопедија Француске“ која се састоји из 31 тома.
Најбројнија је четврта група, у којој је 1.316 наслова. Подијељена је на две подгрупе: дјела француских писаца на француском језику, 901 наслов. Многа дјела из ове подгрупе су старијег датума и потичу из 18. и 19. века: Волтерова дела, из 1736. године, Монтескјеова, 1761, Ла Фонтенове „Басне“, 1813. У другој подгрупи су дјела страних писаца преведена на француски језик чији број износи 415 наслова. Ту су Вергилијеве „Буколике“, Цезарови „Коментари“, Хомерове „Илијада“ и „Одисеја“, Дантеова „Божанствена комедија“, Аристофаново „Позориште“, Херодотова „Историја“.
Дјела на српском језику 548 наслова, у петој су групи. Ту су књиге Алексе Шантића, Ђуре Јакшића, Милана Ракића, Јована Јовановића Змаја, Густава Крклеца, Владимира Назора. У овој групи су и сабрана дјела Милоша Црњанског, Његоша, Милована Глишића, Светозара Ћоровића, Јована Стерије Поповића.
Веома је богата, и луксузна, и шеста колекција, на италијанском језику 329 наслова, гдје су дјела Дантеа, Петрарке, Бокача, Макијавелија. У овој групи има и књига старих неколико вијекова, неких из 16. вијека.
У седмој групи су књиге на енглеском језику 94 наслова. И ово је веома драгоцјена колекција. Књиге су у кожном и платненом повезу. Ту су цјелокупна дела Вилијама Шекспира и Џорџа Гордона Бајрона, као и књиге Оскара Вајлда, Бернарда Шоа, Френсиса Бејкона, Чарлса Кингслија.
Књиге на њемачком језику 48 наслова, нашле су се у осмој групи. Овдје су Гетеова дјела, књиге Адама Смита, Екермана, Толстојев „Дневник 1895–1899“.
У деветој групи је периодика, која обухвата наше и стране листове и часописе. Сачувани су бројеви мостарске „Зоре“, чији је уредник био и Јован Дучић, заједно са Шантићем и Ћоровићем, „Гласника српског ученог друштва“, „Љетописа Матице српске“, „Српског књижевног гласника“, као и велики број публикација из Италије, Шпаније, Француске, Швајцарске, Румуније, Мађарске, Грчке.
Веома је занимљива и десета група; архив, у којој су рукописи, преписка, рачуни, извјештаји, позивнице, исјечци из штампе, проспекти, исправе, фотографије.

## Галерија
- Народна библиотека Требиње
- Читаоница
- Читаоница
- Читаоница
- Читаоница
- Читаоница
- Народна библиотека Требиње
- Народна библиотека Требиње